# Sigurd Björkstén
Sigurd Ragnar Björkstén, född 12 augusti 1897, död 1968, var en finländsk folkrättsjurist och kyrkoadjunkt.
Björkstén blev juris kandidat 1922 och juris doktor med avhandlingen Das Wassergebiet Finnlands in völkerrechtlicher Hinsicht 1925. Han var från 1931 professor i mellanfolklig rätt vid Helsingfors universitet, från 1940 innehade han en svenskspråkig professur i offentlig rätt. Bland Björksténs skrifter märks Statsrådet i Finland från konstitutionell synpunkt (1929).
Han flyttade till Sverige och blev teologie kandidat 1951 och var från 1954 kyrkoadjunkt i Landskrona. Han var far till Hacke Björksten.